# 石堡镇
石堡镇，是中华人民共和国陕西省延安市黄龙县下辖的一个乡镇级行政单位。

## 行政区划
石堡镇下辖以下地区：
城东社区、城西社区、麻地湾村、曹店村、梁家河村、安善村、吉家河村、榆树河村、磊庄村、曳湖村、八家梁村、沙曲河村、郑家沟村、水磨湾村、红石崖村、十亩地村、冯家河村、将军庙村、木耳坪村和渠佐村。